# Making Good

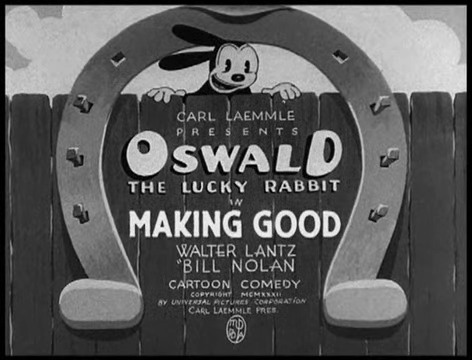
Générique du dessin animé.

Making Good est un dessin animé américain produit par Universal Cartoon Studios et sorti en 1932, faisant partie de la série Oswald le lapin chanceux.

## Synopsis
Une cigogne vole et transporte un sac rempli de nouveau-nés. La cigogne entre alors dans un village appelé Fairy Land. Oswald se tient en quelque sorte à l’écart dans ce monde.
Oswald décide d'aider cette cigogne qui essaye de déposer son fardeau. La cigogne s'approche de la maison d'une hirondelle et Oswald négocie. L’hirondelle décline cependant l’offre. Oswald et la cigogne se heurtent alors à une belette mais obtiennent une réponse similaire. Ensuite, les deux arrivent chez une grand-mère qui vit dans une botte géante. Cette fois, leur offre est acceptée.

## Fiche technique
- Réalisation : Walter Lantz,Bill Nolan
- Producteur : Walter Lantz[2]
- Musique : James Dietrich[3]
- Animateurs : 	Manuel Moreno, Ray Abrams, Fred Avery, Bill Weber, Vet Anderson
- Distributeur : Universal Pictures
- Durée : 8 minutes 15 secondes
- Date de sortie : 
  - États-Unis : 11 avril 1932